# Oscilador Hartley

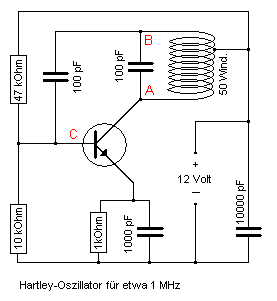
Esquema de um oscilador Hartley com transístor NPN

Oscilador Hartley é um tipo de oscilador LC, ou seja, em que a frequência do sinal produzido é determinada por uma bobina e um capacitor. Foi inventado em 1915 pelo engenheiro norte-americano Ralph Hartley. Na figura, temos a configuração básica deste oscilador, observando-se que a bobina possui uma tomada.

## Funcionamento
Os resistores de 47 kΩ e de 10 kΩ fazem a polarização da base do transistor e o capacitor de 100 pF faz a realimentação, ou seja, "joga" parte de um sinal obtida no coletor para a base do circuito.
O funcionamento deste oscilador é o seguinte: quando o circuito é ligado, o resistor polariza a base do transistor próxima da saturação, havendo então sua condução. Uma forte corrente circula entre o coletor e a fonte de alimentação, ligada à tomada central pela bobina, que também determina a frequência.
O resultado é que esta corrente circulante na bobina induz em sua outra metade uma outra corrente que é aplicada novamente à base do transistor através do capacitor de 100 pF.
A realimentação é obtida fazendo-se com que o enrolamento da bobina forme um autotransformador. Metade do enrolamento é a carga e a outra metade funciona como um secundário que inverte a fase do sinal e o joga com a fase invertida à base do transistor de modo a manter as oscilações. O transistor na configuração de emissor comum (ou fonte comum no caso do transistor FET) inverte a fase do sinal amplificado, por isso, para excitá-lo precisamos desta inversão que é garantida pela bobina com derivação.
A frequência do sinal é calculada através da seguinte fórmula:
{\displaystyle f={1 \over 2\pi {\sqrt {L\cdot C}}}}
Sendo:
- {\displaystyle f} (frequência) em hertz
- {\displaystyle \pi } (pi) é o número 3,14
- {\displaystyle L} (bobina) em henrys
- {\displaystyle C} (capacitor em paralelo com a bobina) em farads

O sinal para ser usado num circuito externo pode ser retirado diretamente do coletor (ou dreno) do transistor. No entanto, podemos ter um segundo enrolamento na bobina para esta finalidade. Com isso, não só podemos ter melhor casamento de impedância com o circuito que vai ser excitado como ainda garantimos um isolamento entre o oscilador e o que vai ser excitado.